# Blue Note
《Blue Note》（韓語：블루 노트）是韓國男子音樂組合水晶男孩於2000年5月20日正式解散後，前經紀公司DSP娛樂（現已更名為DSP Media）於同月31日為其發行的告別專輯。專輯收錄四首水晶男孩於2000年演唱會首度公開的成員自創曲，以及八首從過去發行的五張專輯中精選的熱門歌曲。

## 背景
水晶男孩為韓國第一代男子偶像團體，出道僅一年餘便於各大音樂頒獎禮獲得重要獎項，因而被韓國媒體稱為90年代後期韓國歌壇兩大山脈之一。然而於2000年5月18日，正值事業巔峰期的水晶男孩在首爾洲際酒店召開記者會，宣佈團體於5月20日舉行的「夢想演唱會」作告別演出後正式解散，結束僅三年的活動期。同月31日，前經紀公司DSP娛樂為水晶男孩發行告別專輯《Blue Note》。

## 專輯概念
《Blue Note》為水晶男孩首張只收錄抒情曲（ballad）的專輯，收錄了四首於2000年演唱會首度公開的成員自創曲，包括由隊長殷志源以筆名G作詞作曲的〈Bye..〉、主唱姜成勳親自創作的獨唱曲〈約定〉、由金在德創作，與姜成勳共同演唱的〈The Last Time〉、副唱張水院親自創作的獨唱曲〈Pain〉。專輯亦收錄八首從過去發行的五張專輯中精選的熱門歌曲，包括正規一輯《學園別曲》的〈Walking In The Rain〉、正規二輯《Welcome To The Sechskies Land》的〈給親愛的你〉與〈白色夜裡〉、正規三輯《Road Fighter》的〈Say〉、3.5輯《Special》的〈送你離開〉、〈Couple〉與〈不能讓你看到的世界〉，以及正規四輯《Com' Back》的〈預感〉。

## 曲目
《Blue Note》（主打歌以粗體顯示）
| 曲序     | 曲目                                        |                | 作曲     | 编曲     | 备注                                                | 时长  |
| -------- | ------------------------------------------- | -------------- | -------- | -------- | --------------------------------------------------- | ----- |
| 1.       | Bye...                                      | G              | G        |          | 殷志源以筆名G創作此曲                               | 4:06  |
| 2.       | 약속 約定                                   | 姜成勳         | 姜成勳   | 이종필   | 姜成勳獨唱                                          | 4:25  |
| 3.       | The Last Time                               | 金在德         | 金在德   | 안성일   | 金在德、姜成勳演唱                                  | 4:03  |
| 4.       | Pain                                        | 張水院         | 張水院   | 안성일   | 張水院獨唱                                          | 3:54  |
| 5.       | Walking In The Rain                         | 박기영         | 박기영   | 李潤相   | 首次收錄於正規一輯《學園別曲》                      | 5:05  |
| 6.       | 너를 보내며 送你離開                        | 장대성         | 김석찬   | 이종필   | 首次收錄於3.5輯《Special》                          | 3:52  |
| 7.       | 커플（Couple） 戀人                         | 장대성         | 마경식   | 이종필   | 首次收錄於3.5輯《Special》                          | 4:08  |
| 8.       | 사랑하는 너에게 給親愛的你                  | 장대성         | 마경식   | 이문수   | 首次收錄於正規二輯《Welcome To The Sechskies Land》 | 3:54  |
| 9.       | 예감 豫感 / 預感                            | 이승호         | 尹一相   | 尹一相   | 首次收錄於正規四輯《Com' Back》                     | 3:56  |
| 10.      | 네겐 보일 수 없었던 세상 不能讓你看到的世界 | 유현경         | 박제성   | 박제성   | 首次收錄於3.5輯《Special》                          | 4:30  |
| 11.      | Say                                         | 장대성         | 김석찬   | 전준규   | 首次收錄於正規三輯《Road Fighter》                  | 4:17  |
| 12.      | 하얀밤에 白色夜裡                           | 김영아、장대성 | 한창훈   | 한창훈   | 首次收錄於正規二輯《Welcome To The Sechskies Land》 | 4:11  |
| 总时长： | 总时长：                                    | 总时长：       | 总时长： | 总时长： | 总时长：                                            | 50:21 |

備註：曲目中譯名稱使用DSP Media發行漢字或滾石唱片翻譯台壓版曲名

## 榜單成績
| 地區      | 榜單               | 停留時間  | 最高位置         | 參考資料 |
|           | RIAK歌曲唱片銷量榜 | 2000年5月 | #11 （42,992張） | [ 5 ]    |
| 2000年6月 | RIAK歌曲唱片銷量榜 | [ 6 ]     | #11 （42,992張） |          |
| 2000年7月 | RIAK歌曲唱片銷量榜 | [ 7 ]     | #11 （42,992張） |          |

## 後續發展
2000年7月18日，水晶男孩再度重聚錄製歌曲〈Thanks〉，藉此答謝歌迷們長久以來的支持。歌曲於7月31日在「O2Music」發表，而歌迷們也回應了一曲〈You Are Welcome〉。自此，水晶男孩的合體合作宣告正式結束，六名成員各自發展。
2016年4月，MBC綜藝節目《無限挑戰》企劃特輯《星期六星期六是歌手（六六歌）》第二季以水晶男孩為特輯主角，六名成員在解散16年後首度合體。不僅游擊演唱會大為成功，節目播出後亦獲得巨大迴響，多首當年名曲重新回到音源榜內。成員們的凍齡外貌與更上一層樓的專業實力更是深受好評，也因此讓他們在國民的殷切期待中，順利重返韓國樂壇。同年5月11日，除目前身為事業家的高志溶外，其餘五名成員與YG娛樂簽訂團體約，正式以SECHSKIES之名重啟活動。